# 施马尔埃格约赫山
47°34′29″N 11°55′50″E / 47.57472°N 11.93056°E
施馬爾埃格約赫山（德語：Schmaleggerjoch）是奧地利蒂羅爾州的山峰，位於該國西部，屬於巴伐利亞前阿爾卑斯山脈中芒法爾山脈的一部分，海拔高度1,633米。